# Le Mariage (film, 1977)
Pour les articles homonymes, voir Le Mariage.
Pour plus de détails, voir Fiche technique et Distribution.
Le Mariage (Женитьба, Jenitba) est un film soviétique réalisé par Vitali Melnikov, sorti en 1977,.

## Synopsis
Adaptation cinématografique de la pièce homonyme  de Nicolas Gogol.

## Fiche technique
- Titre français : Le Mariage[3],[4]
- Titre original : Женитьба, Jenitba
- Photographie : Youri Veksler
- Musique : Oleg Karavaïtchouk
- Décors : Bella Manevitch-Kaplan
- Montage : Zinaida Cheïneman

## Distribution
- Svetlana Krutchkova : Agafia Tikhonovna
- Alexeï Petrenko : Ivan Kuzmitch Podkoleussine
- Oleg Borissov : Kotchkaryov
- Vladislav Strzhelchik : Ivan Pavlovitch Yaïtchnitsa
- Borislav Brondukov : Nikanor Ivanovitch Anutchkin
- Evgueni Leonov : Baltazar Balrazarovitch Zhevakin
- Maïa Boulgakova : Arina Panteleimonovna
- Valentina Talyzina : Fyokla Ivanovna
- Tamara Gusseva : Dunyashka
- Nikolaï Penkov : Stepan[5]